# Traismaurer Straße
Die Traismaurer Straße B 43 ist eine Landesstraße in Österreich. Sie verläuft auf einer Länge von 20,2 km durch das Tullnerfeld in Niederösterreich und verbindet die Wiener Straße B 1 mit der Stadt Traismauer. Die Straße beginnt in Atzenbrugg an der Perschling und verläuft parallel zur Tullnerfelder Bahn.

## Geschichte
Die Tulln-Mauterner Straße gehörte vom 1. April 1959 bis 1971 zum Netz der Bundesstraßen in Österreich. Sie führte von Tulln am südlichen Donauufer entlang über Zwentendorf und Traismauer bis Mautern, wo sie in die St. Pölten-Kremser Straße mündete.
Seit dem 1. Jänner 1972 wurde die Traismaurer Straße auf die Strecke zwischen Atzenbrugg und Traismauer verkürzt. Die bisherige Strecke der Tulln–Mauterner Straße über Zwentendorf wurde zur Landesstraße abgestuft.